# MEISON
El Moviment Socialista Pan-Etíop (anglès: All-Ethiopia Socialist Movement; amhàric: መላ ኢትዮጵያ ሶሻሊስት ንቅናቄ, Mela Ītyōṗṗyā Soshalīsit Nik’inak’ē; acrònim: Meison) fou un partit polític marxista-leninista d'Etiòpia. El Meison va tenir un paper actiu en política etiòpica durant els anys 1970. Junt amb el Partit Revolucionari Popular Etíop (Ethiopian People's Revolutionary Party, EPRP) foren seguidors entusiastes de la revolució que va enderrocar a l'Emperador Haile Selassie I. Tanmateix, mentre Mengistu Haile Mariam aconseguia el poder com a president del govern del governant Derg, el conflicte començava a desenvolupar-se entre els dos grups, i el Meison es va alinear amb Mengistu.

## Història
El MEISON es va formar com a organització clandestina durant el 8è Congrés de l'ESUE (Unió d'Estudiant Etiòpics a Europa/Ethiopian Student Union in Europe) l'agost de 1968 per alguns de més antics i radicals dels estudiants etiòpics exiliats. Els fundadors prominents inclouen: Worku Ferede (elegit president), Kebede Mengesha, Negede Gobeze, Andargachew Assegid, Fikre Merid, Hagos Gebreyesus, i Haile Fida (president més tard i un oromo de Welega). Uns altres membres prominents de l'època incloïen Endrias Eshete, Haile Menkerios, Alem Habtu, i Dessalegn Rahmato.
després de la revolució de 1974 que va portar al poder al Derg, es va viure un temps d'una certa llibertat d'expressió i la política va estar dominada per membres de l'esquerra radical que s'havia oposat prèviament a Haile Selassie al país i a l'estranger. MEISON i l'EPRP aviat acabaren per ser els dos partits marxistes dominants (inicialment n'hi havia altres), i el seu lideratge i militància a Europa, Amèrica del Nord, i l'Orient Mitjà retornaren a casa per participar en la revolució.
La fricció ideològica entre l'EPRP i el MEISON es va desenvolupar durant anys a l'arena de política d'estudiants a l'exili, i no es va arranjar amb el retorn a casa, amb conseqüències fatals per a tot. L'EPRP, considerat pro-xinès (maoista), s'oposava al Derg, afirmant que estava separant d'una "democràcia popular" genuïna i més tard acusant Mengistu de feixisme. El MEISON, d'altra banda, considerat més prosoviètic, estava disposat a admetre l'autoritat del Derg per reestructurar la societat etiòpica en els principis marxistes-leninistes, com a mínim un temps, i afavoria una "democràcia" més "controlada". A causa d'això, el MEISON va guanyar el favor del Derg, i va obtenir càrrecs importants en el nou govern.

## Conflicte violent i el Terror Roig
Les diferències ideològiques finalment feren erupció de manera violenta, arribant al seu punt màxim el 1976, amb xocs entre seguidors de l'EPRP i el MEISON i atacs del primer contra edificis públics i alts oficials del Derg. En resposta a aquesta inestabilitat, Mengistu implementava un programa de Terror roig etíop (1977-78), dissenyat per eliminar tota l'oposició de l'EPRP.
Durant les primeres etapes del Terror Roig, el MEISON romania proper aliat del Derg i ajudava a combatre els seguidors de l'EPRP sospitosos. Però més tard el 1977, el Derg es va distanciar del MEISON tement que la seva filiació era més de lleialtat al partit que al Derg. L'agost 1977, gran part del lideratge interior del MEISON incloent-hi el seu president Haile Fida, va haver de passar a la clandestinitat; Fida va intentar fugir d'Addis Abeba cap a la seva província de Welega, però fou arrestat i més tard executat. Tots els altres membres de l'alta direcció del MEISON van perdre els seus càrrecs governamentals, i el Derg aviat llançava una campanya sagnant contra seguidors rurals del partit.
El MEISON va subsistir a l'exili i actualment és membre de la coalició UEDF (Forces Democràtiques Unides Etíops/United Ethiopian Democratic Forces).